# Grci
Grci (Heleni; Hellenes; grč. Έλληνες), jedini narod iz helenske grane Indoeuropljana nastanjen na području današnje Grčke, kojoj pripadaju osim kopnenog dijela, Peloponeza, Krete i otočja i otočići u Egejskom moru.Grci su se nazivali Heleni.

## Ime
Grci su kroz povijest dobivali razna imena od drugih naroda s kojima su dolazili u kontakt. Sam naziv Grci (engl. Greeks) došlo je od plemena Graikoi (Γραικοί) što opet dolazi od osobnog imena Græcus (Γραικός), sina Pandorinog i nećaka Helenovog. Pleme Graikoi u 8. je stoljeću prije nove ere migriralo u Italiju, pa su po njima svi Heleni dobili naziv Grci.
Ime Heleni došlo je po malenom plemenu Hellenes u Tesaliji gdje se spominju uz Mirmidonce koji su zajedno pod vodstvom Ahila jedrili protiv Troje. Pleme Heleni dobilo je također ime po osobnom imenu Hellen. Kasnije će ovo ime označavati sva grčka plemena, a danas im je ono nacionalno ime. Glavna grčka plemena bila su Ahajci ili Ahejci (prvi Grci; Achaeans), Eoljani, Dorani i Jonjani.

## Kratka povijest
Stari Grci bili su jedinstveni narod s visoko razvijenom duhovnom i materijalnom kulturom. Kulturi ovog narod ipak prethodi više perioda. Od 6000. do 2900. prije Krista traje neolitski period s neolitskim kulturama. Negdje 2900. ili 3000. prije Krista počinje rano brončano doba koje će potrajati sljedećih 1,000 godina. U to vrijeme u bazenu Egejskog mora počinje se razvijati metalurgija, najpoznatija je bronca od koje se proizvodi oruđe i oružje, osobito na Kreti, Cikladima i kopnenoj Grčkoj. Završetkom ovog doba, oko 2000. prije Krista javlja se Minojsko doba (Minojci) na otoku Kreti. Minojsko doba dobilo je ime po legendarnom kralju Minosu a dijeli se na rani minojski period (3000-2200 prije Krista), srednji minojski period (2200. – 1500. prije Krista) i kasni minojski period (1500. – 1000. prije Krista). Period visokog kulturnog dostignuća Grčka doživljava u Mikensko doba (Mikenjani). Negdje 1100. prije Krista sa sjevera stižu Dorani i šire se prema zapadnim obalama. Mikensko doba potrajalo je negdje od 1600. do 1100. prije Krista. Richard Hooker Mikensko doba dijeli na rani, srednji i kasni heladski period. Već 500. do 336. prije Krista Grčka je podijeljena po malenim gradovima-državama koje se sastoje od grada i okolnog područja.
Mikenska civilizacija na svome zapadu oko 1100 godine prije Krista dovodi Grčku u tamno doba koje će potrajati do 750. prije Krista. To je doba mnogih ratova. Nakon Trojanskih ratova sa sjevera su došli Dorani sa željeznim oružjem. Grčka slabi, Mikenjani ulaze u period građanskih ratova.
Početak gradnje monumentalnih grčkih skulptura počinje u arhajskom periodu od 750. do 500 prije Krista. Javljaju se gradovi-države (polis), počinje i grčka kolonizacija južne Italije i Sicilije. Širenjem grčkih kolonija počinje oko 500. do 336. pr. Kr. Klasični period stare Grčke povijesti. Grci dolaze u sukob s Perzijom na istoku. Osvajač Aleksandar Veliki umro je 323. pr. Kr. Atena je u to vrijeme cvjeta politički i kulturno. Atenom vlada Periklo, koji učvršćuje demokraciju. Izgrađen je Partenon na   Akropoli. Pišu su tragedije Sofokla, Eshila i Euripida. Utemeljuju se filozofske škole Sokrata i Platona.
Helenistički period počinje 336. prije Krista a traje do 146. prije Krista.

## Plemena stare Grčke
- Æthikes, sjeverna i sjeverozapadna Tesalija, planine Pind i Karvounia.
- Agræoi, Na planinama Agrapha između rijeka Achelous i Agraphiotes. Svoju zemlju zvali su Agraea ili Agrais.
- Akarnanes (Akarnanci), u Akarnaniji. Gradovi su im bili: Amphilochia, Amphilochikon Argos, Limnaea, Stratos, Oiniades, Anaktorio, Echinos, Aktio, Solion, Alyzea, Astakos, Phoitia, Medeon, Thourion, i Metropolis.
- Almopia, U sjeverozapadnoj Makedoniji između rijeka Loudias i Axios. Glavni su im bili gradovi: Orma, Apsalos, Europos i Notia.
- Aones (Aonci), Prastanovništvo Beotije. Od drugih Grka smatrani su barbarima. U Beotiju su došli iz Atike zajedno s plemenima Temmikes, Leleges, i Yandes.
- Aperandoi, Živjeli su između rijeka Agraphiotes i Megdovas, pa do planina Agrapha. Bili su potpleme Etolaca.
- Athamanes (Atamani),  Na sjeverozapadu Epira, na planinama Tzoumerka i susjednom dijelu Trikale. Od drugih Grka smatrani su polubarbarima. Važni su im gradovi bili Argothea (glasvni) i Theodoria.
- Atindanes, Živjeli su na sjewverozapadu Epira.
- Avandes,  Pleme iz Euboje. Proto-helensko pleme. Došli su u Grčku između 2100 i 1900 prije Krista. Živjeli su u Fokidi, nešto u Argolidi, Epiru i Maloj Aziji.
- Boeotoi,  Između Epira i Makedonije, kasnije migriraju između Tesalije i zaljeva Pagasitikos. Računa se da su etolsko pod-pleme
- Chaones (Haonci), Staro proto-helensko pleme možda porijeklom od Pelazga. Živjeli su na Epiru, između planina Keraunia i rijeke Kalamas. Srodni su Haoncima južne Italije. Važni su im gradovi: Vouthroton, Ilion, Foenice, Panormos, Ogchismos, Amandia, Antigonea
- Dolopes (Dolopljani),  Staro etolsko pleme srodno Magničanima (Magnites). Živjeli su u Akarnaniji, južnoj Tesaliji i Phitiji. Glavni im je grad bio Ktimeni, ostali su bili: Dolopeis, Ageiai, Menelais, i Ellopia.
- Dorians (Dorani),  vidi.
- Dryopes,  Ovi su srodni plemenu Leleges, smatrani si barbarima.  Živjeli su među planinama Oiti i Parnas, a svoju zemlju su zvali Dryopis. Glavno središte bilo im je Drys.
- Ektines,  Prvi stanovnici Beotije.
- Eordoi,  Eordoi. Indoeuropljani, pleme iz istoimene regije (Eordaea) u zapadnoj Makedoniji kod jezera Vegoritis. Ovo pleme bilo je proto-helensko iz kasnog brončanog doba, ovamo su se naselili 2200 prije Krista. Glavni gradovi su im bili Eordaea, Arnissa, Vegora i Kellas.
- Epeioi, Pleme Pelazga sa zapada Peloponeza, živjeli su u zapadnoj Ahaji i otočju Echinades. Glavni su im gradovi: Vouprasion, Elida, Yrmine, Myrsinos, Olene, Dyme, Ephyra, Kyllene, Pylos i Aleisio.
- Eurytanes,  Ætoliansko pod-pleme iz distrikta Karpeniss među planinama Panaitolikon i Tymfristos. Tokom pretpovijesti, čini se živjeli su u Tesaliji. Glavni grad bio im je Oichalia.
- Gefyraeoi,  Ne-helensko pleme (Feničani) iz Beotije, iz grada Gefyra, kasnije sele na Atiku. U Grčku su donesli alfabet.
- Idonoi,  Pleme u zapadnoj Trakiji, između Strymona i Nestosa. Zemlja im je nazivana Idonis i Andandros. Gradovi su im bili: Myrkinos (glavni grad), Draviskos i Amphipolis.
- Ionians (Jonjani),  Jedno od velikih helenskih plemena koji su se dijelili na 4 pod-plemena: Geleondes (Geleondi), Oplites (Hopliti), Aegikoreis (Egikori) i Argadeis (Argadi). Živjeli su u jugozapadnoj Tesaliji ali vrlo rano kreću na jug u Lokriju i Ahaju, pa zaskoro koloniziraju Atiku i Malu Aziju. Naseljavaju Ciklade, Eubeju, Korint, Megaru.
- Kikones,  Ovo pleme živjelo je između rijeke Evros i jezera Vistonis, gdje su se naselili između 1300 i 1200 prije Krista. Gradovi su im bili Xantheia, Maronea, Ismaros (glavni), Zone i Kyzikos. Saveznici Trojanaca, nakon trojanskog rata Odisej je osvojio njihovo središte Ismaros, a nakon mikenske ere nestali su kao narod.
- Krestones, Pleme iz Krestonije, makedonskog distrikta između Halkidike i Strymona. Bili su pelazgijsko-tračko pleme. Gradovi su im bili: Antigonea, Xylopolis, Terpyllos, Karavia i Kreston.
- Lapithes,  Glavni narod rane Tesalije. Pokorio ih je doranski kralj Ægimios. Gradovi su im bili: Argissa, Gyrtone, Orthe, Elone i Olossoi.
- Leleges,  Predpovijesno pleme nomada. Kolonizirali su Ciklade, Malu Aziju, Etoliju, Megaru, Lokriju, Eubeju, Beotiju i druge krajeve. Nakon trojanskog rata (bili su im saveznici) naselili su Hios i Samos.
- Lyngistes,  Ilirsko pleme iz Makedonije iz regije Lyngystis (susjedi Dasareta), glavni grad bio im je Herakleia, ostali: Kella i Vevi.
- Magnites,  Pleme iz Tesalije, najznačajnije tokom neolitika, te brončanog, minojskog i mikenskog doba. Gradovi su im bili: Mithone, Thaumakine, Melivoia, Olizon i Minyai.
- Makedonci (antički),  Stari Grci -helenski narod-  pleme iz Makedonije.
- Malieis,  Pleme iz južne Tesalije, ogranak Dorana. Malijanci (Malians) su se dalje dijelili na na tri pod-plemena: Trachinioi, Paralioi i Iereis. Isprva im je glavni grad bio Herakleia, kasnije Lamia.
- Molossoi, Pleme s Epira, u kasna klasična vremena kontroliraju cijelo epirsko područje.
- Mygdones (Migdonci),  Tračko pleme iz južne Makedonije između Axiosai Strymona u sjevernoj Halkidiki kod zaljeva Thermaikos. Gradovi: Therme, Sidos, i Chalestri.
- Oetaeoi,  Pleme s planine Oeti u južnoj Tesaliji, a u 5. stoljeću u dolini rijeke Aspos. Važniji gradovi: Antikera, Anthile, Herakleia i Trachis.
- Orestes,  Pleme s Epira, zemlja im se zvala Orestis koja je dio Molossije. Naseljavali su i kraj između rijeka Aous i Achelous. Važniji gradovi: Orestia i Argos Orestikon.
- Paetoi,  Manje značajno pleme u regiji Paetike. Najznačajniji im je grad Zerenia.
- Pelasgoi (Pelazgi),  Indoeuropska plemena, prastanovništvo Grčke. Drži se da su u ovo područje došli oko 3000 godina prije Krista Isprva su naselili Tesaliju i Epir a kasnije se šire i u Argolidu, Arkadiju, pa na egejske otoke, Atiku, Kretu, Joniju, Ahaju, Fokidu, Eubeju i drugdje. Većinom su nestali po svršetku mikenske ere, ali je njihovih zajednica ostalo sačuvanih sve do početka 5. stoljeća prije Krista u Kristoniji i Propontidi.
- Perraivoi,  Pleme iz sjeverne Tesalije u distriktu Istiaiotis. Gradovi su im bili Gonnoi, Olousson, Phalanna, Doliche i tripolis koji se satojao od gradova Azoros, Polichna i Pythion. Bili su članovi delfijske Amfiktionije.
- Morski narodi (Sea Peoples),  Narodi iz vremena 'tamnog doba', porijeklo im je nepoznato. Tehnološki i umjetnički sofisticirani. Jedina su grupa u Levantu koja se služila željeznim oružjem. Plemena koja spominju jezikoslovci i arheolozi su: Danya (Dannuna), Ekwesh, Karkisa, Lukka, Labu, Meshwesh, Peleshet, Shardana (Sherden), Shekelesh, Tjekker, Tyrsennoi, Weshesh.
- Temmikes, Barbarsko pleme iz Beotije prije Beočana. U Beotiju dolaze s plemenima Aones, Leleges i Yandes.
- Thesprotians (Tespročani),  Pleme iz Thesprotia. Bili su podijeljeni na mnoga potplemena: Aegestaeoi, Dodonians, Eleaeoi, Elinoi, Ephyroi, Ikadotoi, Kartatoi, Kestrinoi, Klauthrioi, Kropioi, Larissaeoi, Onopernoi, Opatoi, Tiaeoi, Torydaeoi, Fanoteis, Farganaeoi, Fylates, Chimerioi. Glavni ghradovi bili su im: Ephyra, Chimerion i Torine.
- Visaltes,  Pleme iz Makedonije, između jezera Volvi i rijeke Strymon. Gradovi su im bili Verge, Euporia, Kalliteres, Oreskia, Visaltia (glavni).
- Vistones,  Pleme na Rodopima, blizu Abdere. Zemlja im se nazivala Vistonea.
- Yandes Proto-helensko pleme iz Beotije, u kasnija vremena koloniziraju Istočnu Fokidu, zapadnu Lokriju i Etoliju.

## Kultura

### Arhitektura
Najstarije građevine Grčke, u mlađe kameno doba, su malene kamene kućice, zaštićene okolo drvenim zidovima. Kasnije se upotrebljavaju veće kamene kuće, i kameni zidovi koji štite selo. U kasno brončano doba, pod utjecajem Minojaca s Krete Grci grade palače i velike kamene grobnice, grade se ceste, mostovi i brane. Dolaskom tamnog doba počinju mnogi ratovi, pale se palače i uništava većina sagrađenog. Ipak dolaskom željeznog doba i arhajskog perioda u Grčkoj možemo vidjeti novi tip gradnje: hramove, Grci su politeisti a gradi se u dorskom stilu. Palača više nema, grade se ponovno kuće i grade ceste i podižu mostovi i kameni zidovi. U klasičnom periodu svetišta je sve više. Partenon je podignut 440-tih prije Krista. Ljudi klasičnog perioda grade u Jonskom stilu. Demokracija štiti grčki narod od gradnji palača i velikih kamenih grobova, jer politički svi su ljudi jednaki i ravnopravni. Umjesto navedenog Grci grade javne građevine gimnazija i stoe, gdje se ljudi mogu sastajati i razgovarati. 
Od 300.-tih prije Krista, u helenističkom periodu javljaju se novi arhitektonski tipovi. Provodi se manje vremena i na gradnjama svetišta. Nova forma postaje teatar. Podižu se po cijelom grčkom svijetu. Grci grade ceste prema novim krajevima koje je osvojio Aleksandar Veliki,  u barbarske krajeve treba dopremiti grčku kulturu. Kada su oko 200. – 100. prije Krista Rimljani osvojili Grčku ovi su sa sobom donijeli novi, rimski stil. Oko 400. poslije Krista Grci su prešli na kršćanstvo, njihova kultura propada. U arhitekturi sada prevladava gradnja crkvi i manastira. 

### Umjetnost
Grčka umjetnost javlja se u četiri glavne forme: arhitekture, skulpture, slikarstva i bojene lončarije. Arhitektura uključuje gradnju kuća, religioznih građevina kao što su svetišta i grobovi te javnih građevina: gradskih zidova, kazališta, stoa. Njihove su skulpture malene figurine, statue u prirodnoj veličini, kao i reljefne skulpture na zidovima zgrada i grobnim spomenicima. Slika je iz klasičnog perioda preostalo malo. Većina potječe iz brončanog doba. Slika se na zidovima (murali). Slika se javlja osobito na lončariji, a takvih primjera imamo iz svih perioda grčke povijesti.

### Filozofija
Prvi zapadnjački filozofi bili su Grci. Sedam grčkih mudraca, prethodnika filozofa u pravom smislu riječi, živjelo je i djelovalo između 7. i 6. st. pr. Kr.
Grk Tales (7. – 6. st. pr. Kr.) prvi je zapadnjački filozof.
Najglasovitiji su starogrčki filozofi bili Sokrat, Platon i Aristotel. Sva su trojica živjela u Ateni. Najstariji je Sokrat, Platon mu je bio učenik oko 400. g. prije Krista. Kada je osuđen na smrt, Sokrat je otklonio ponuđenu mogućnost bijega i sam je ispio otrov 399. pr. Kr. Njegov rad nastavlja Platon. Aristotel, najmlađi, došao je zatim na studije Platonu i po završetku otvorio je vlastitu školu.
Nakon smrti Platona i Aristotela u Grčkoj su djelatne druge velike škole mišljenja: stoici, skeptici i epikurejci. Ove škole djeluju do pojave kršćanstva u Grčkoj.

## Život i običaji

### Odjeća i obuća
Odjeća muškaraca kod Grka sastoji se od tunike, ona je najuobičajenija, izrađivala se od pamuka ili lana. Nosi se jedino preko jednog ramena. Preko ove tunike, ako bi bilo hladno, Grci su nosili pamučni ogrtač. Noge su im uvijek bile gole. Od obuće imali su kožne sandale, mnogi su ipak cijeli život provodili bosonogi.

## Ekonomija
Ekonomija kod Grka je 'vođenje kućanstva. Sama riječ njihovog je porijekla, nastala je od 'oikos' /kuća/ i 'nomy' (=zakon). Po zanimanju Grci stare Grčke bili su poznati i vješti pomorci koji su jedrili cijelim istočnim Mediteranom. Živjeli su od pomorstva, a mnogi su se bavili i ribolovom. Ribu su ribari lovili i jeli a dio su i prodavali u gradovima. Znatan dio Grka bavio se trgovinom ili su živjeli kao vojnici svojih gradova-država.

## Hrana
Grci, mediteranski narod jeli su veliku količinu ribe, meso veoma rijetko. Od žita upotrebljavali su pšenicu, ječam i proso. Vino i maslinovo ulje kod Grka je uz ribu ostalo na vodećem mjestu u prehrani sve do danas.

## Populacija
Populacija Grka (procjena 2006). iznosila je preko 13,326,000 u 84 države. Najviše ih ima u: Grčkoj (9,590,000), te u svijetu: SAD (1,334,000); Njemačka (573,000); Australija (270,000); UK (240,000); Albanija (200,000); Kanada (158,000); Italija (154,000); Poljska (115,000); Čile (120.000)   Arhivirana inačica izvorne stranice od 18. veljače 2021. (Wayback Machine) u ostalim zemljama ispod 100,000.